# Jean-François Lyotard
Jean-François Lyotard (Versalles; 10 de agosto de 1924-París, 21 de abril de 1998) fue un filósofo, sociólogo y teórico literario francés. Su discurso interdisciplinario incluye temas que abarcan la epistemología, la comunicación, el cuerpo humano, el arte moderno y posmoderno, la literatura y la crítica teórica, la música, el cine, el tiempo y la memoria, el espacio, la ciudad y el paisaje, lo sublime, y la relación entre estética y política. Es conocido por su formulación del posmodernismo después de la década de 1970 y el análisis del impacto de la posmodernidad en la condición humana. Fue cofundador del Colegio Internacional de Filosofía (Collège International de Philosophie) junto con Jacques Derrida, François Châtelet y Giles Deleuze.
Entre las muchas influencias que tuvo a lo largo de su carrera se encuentran: Immanuel Kant, Karl Marx, Georg Wilhelm Friedrich Hegel, Edmund Husserl, Martin Heidegger, Maurice Merleau-Ponty, Sigmund Freud, Jacques Lacan, Ludwig Wittgenstein y Giles Deleuze, cuyos trabajos no solo dieron marco a la labor de Lyotard, sino que en muchas ocasiones sirvieron como guía de su pensamiento crítico.

## Biografía
Era hijo de Jean-Pierre Lyotard, un representante de ventas, y Madeleine Cavalli. Asistió a la escuela primaria Lycée Buffon y posteriormente al Lycée Louis le Grand, ambos en París. De niño tuvo muchas aspiraciones, como convertirse en artista, historiador, fraile dominico y escritor. Posteriormente, se dio por vencido del sueño de ser escritor, cuando terminó de escribir una novela de ficción poco exitosa a la edad de 15 años. Lyotard describió cómo se dio cuenta de que ninguna de estas ocupaciones se había convertido en su “destino” en su autobiografía llamada Peregrinations (1986).
Estudió filosofía en la Sorbona al final de los años 1940. Al estallar la Segunda Guerra Mundial, Lyotard interrumpió sus estudios. Sirvió como voluntario de primeros auxilios para el ejército francés y participó en la lucha para liberar París en agosto de 1944. Sin duda influido por la destrucción y la devastación que había presenciado durante la guerra y atraído por las primeras promesas del socialismo, se convirtió en un devoto marxista en los años posteriores a la Segunda Guerra Mundial. Por ello culminó sus estudios en 1947 con una tesis DES (diplôme d´études supérieures) titulada La indiferencia como un concepto ético (L'indifférence comme notion éthique), donde analizó formas de indiferencia y desapego en el budismo zen, estoicismo, taoísmo y epicureísmo. Después de su graduación obtuvo un puesto en el Centro Nacional para la Investigación Científica de Francia.
Durante la primera etapa de su vida militó en grupos de izquierda, y su pensamiento se desarrolló dentro de lo que se podría llamar el marxismo crítico. Como alumno de Maurice Merleau-Ponty, se interesó también por la fenomenología y publicó su primer libro sobre este tema (esencialmente divulgativo) en la colección Que sais-je?, proporcionando una visión clara y global del papel de dicha corriente filosófica en el siglo XX.
Posteriormente, sin embargo, se alejó del marxismo e inició durante los años 1960 una evolución hacia el postmodernismo en la que se aprecia ya el desarrollo de un pensamiento original. Se centró durante esta época en el tema del deseo como búsqueda de lo imposible, en términos muy cercanos a los defendidos por el psicoanálisis, especialmente dentro de la corriente psicoanalítica representada por Jacques–Marie Émile Lacan. Con ello, el papel de la crítica y análisis del lenguaje se hace sumamente importante en su filosofía. Por otra parte, y durante esta misma época, realiza importantes incursiones en el ámbito de la estética, concretamente en el análisis de la obra pictórica, a la que ve como un campo determinante en la posición del deseo.
Destacan especialmente sus estudios de la obra de Paul Cézanne en relación con la concepción freudiana del arte. Para Lyotard, la obra de Cézanne ejemplifica una suerte de reinversión del sentido de dicha concepción, al producirse su pintura desde el fluir de los impulsos inconscientes de la libido. Dicho fluir se plasma en la capacidad de creación del pintor de espacios análogos a los del inconsciente, que producen en el que contempla su obra estados de inquietud y de perturbación.
En 1950, Lyotard aceptó un puesto para enseñar filosofía en el Lycée de Constantine, en Constantina, Argelia. En 1971 obtuvo un doctorado estatal con su disertación Discurso, figura bajo la tutoría de Mikel Dufrenne, trabajo que se publicó ese mismo año. Dedicó un periodo de su vida, tras el final de la Segunda Guerra Mundial, a las revoluciones socialistas, cuestión que quedó de manifiesto en sus escritos, ya que se centraron en gran medida en la política de izquierda. En este periodo, Lyotard se interesó particularmente por la guerra de Independencia de Argelia, que vivió en persona mientras enseñaba allí.
Se casó con Andree May en 1948, con quien tuvo dos hijos, Corinne y Laurence, y después se casó en segundas nupcias en 1993 con Dolores Djidzek, madre de su hijo David, nacido en 1986.
Lyotard expuso en Le Différend que el discurso humano ocurre en un variado pero discreto número de dominios inconmensurables, ninguno de los cuales tiene el privilegio de pasar o emitir juicios de valor sobre los otros. Siendo así, en Economía libidinal (1974), La condición postmoderna (1979) y Au juste: Conversations (1979) criticó teorías literarias contemporáneas e incitó a un discurso experimental desprovisto del interés por la verdad. En este sentido, consideró que ya había pasado la época de los grandes relatos o "metarrelatos" que intentaban dar un sentido a la marcha de la historia.
Lyotard criticó la sociedad actual postmoderna por el realismo del dinero, puesto que esta se acomoda a todas las tendencias y necesidades siempre y cuando tenga poder adquisitivo. Igualmente, criticó los metadiscursos: el cristiano, el ilustrado, el marxista, el capitalista. Según Lyotard, estos son incapaces de conducir a la liberación. La cultura postmoderna se caracteriza por la incredulidad con respecto a los metarrelatos, invalidados por sus efectos prácticos. Frente a ellos no se trata de proponer un sistema alternativo al vigente, sino de actuar en espacios muy diversos para producir cambios concretos.

## Vida política
En 1954 entró en el grupo Socialismo o Barbarie, una organización política francesa formada en 1948 en torno a la inadecuación del análisis trotskista para explicar las nuevas formas de dominación en la Unión Soviética. La organización tenía como objetivo realizar una crítica del marxismo desde dentro durante la guerra argelina de liberación. Sus escritos en este periodo se refieren principalmente a la política de extrema izquierda, especialmente en relación con la situación argelina, que presenció de primera mano mientras enseñaba filosofía en Constantina. También escribió ensayos llenos de optimismo, esperanza y aliento hacia los argelinos, los cuales fueron más tarde reproducidos en escritos políticos. Lyotard esperaba alentar una lucha argelina por la independencia de Francia y una revolución social. 
Después de disputas con Cornelius Castoriadis en 1964, Lyotard abandonó Socialismo o Barbarie e ingresó en el recién formado grupo Poder Obrero (Pouvoir Ouvrier), el cual abandonó en 1966. Aunque Lyotard participó activamente en la revolución de mayo de 1968, se distanció del marxismo revolucionario con su Economía Libidinal (1974). Se distanció más tarde del marxismo porque sentía que este tenía un enfoque estructuralista rígido e imponía la «sistematización de los deseos» mediante un fuerte énfasis en la producción industrial como cultura fundamental.

## Carrera académica
Enseñó en el Lycée de Constantine (Argelia) de 1950 a 1952. En 1972 comenzó a dar clases en la Universidad de París VIII, donde enseñó hasta 1987, cuando se convirtió en profesor emérito. Durante las dos décadas siguientes impartió clases fuera de Francia, especialmente como profesor de teoría crítica en la Universidad de California en Irvine y como profesor visitante en universidades de todo el mundo. Algunas de estas universidades fueron la Universidad de Johns Hopkins, la Universidad de California Berkeley, la Universidad de Yale, la Universidad Stony Brook, la Universidad de California, San Diego en Estados Unidos, la Université de Montréal en Quebec (Canadá) y la Universidad de São Paulo en Brasil. También fue director fundador y miembro del consejo del Colegio Internacional de Filosofía (Collège International de Philosophie) en París. Antes de su muerte, dividió su tiempo entre París y Atlanta, donde enseñó en la Universidad de Emory, con el nombramiento de Profesor Woodruff de filosofía y francés.

## Obras
Las obras filosóficas de Jean François Lyotard se desarrollan entre 1954 y 1998. Su primera obra La Fenomenología (1954) establece una serie de criterios para analizar la aportación de la fenomenología al pensamiento del siglo XX, y su última obra, La confesión de Agustín (1998), refleja una de sus más hondas preocupaciones religiosas de su juventud.
El trabajo de Lyotard se caracteriza por una oposición persistente a las universalidades, metanarrativas y la generalidad. Es ferozmente crítico con muchas de las afirmaciones "universalistas" de la Ilustración, y varias de sus obras sirven para socavar los principios fundamentales que generan estas reivindicaciones amplias.
En sus escritos de principios de los 70 rechaza lo que considera como fundamentos teológicos de Karl Marx y Sigmund Freud: "En Freud, es judaico, sombrío crítico (olvidadizo de lo político); en Marx es católico. Hegeliano, reconciliador (...) en el uno y en el otro la relación de lo económico con el sentido está bloqueada en la categoría de representación (...) Aquí una política, hay una terapéutica, en ambos casos una teología laica, en la cima de la arbitrariedad y la itinerancia de fuerzas". En consecuencia, rechazó la dialéctica negativa de Theodor W. Adorno porque la consideraba como la búsqueda de una "solución terapéutica en el marco de una religión", en este caso, la religión de la historia. En "Economía libidinal", Lyotard incitaba a "descubrir y describir diferentes modos sociales de inversión de intensidades libidinales".
La condición posmoderna
Lyotard fue un escéptico respecto al pensamiento cultural moderno. En este sentido, su obra "La condición posmoderna" provocó el escepticismo acerca de las teorías universalizadoras. Lyotard argumenta que hemos superado nuestras necesidades de grandes narrativas debido al avance de las técnicas y tecnologías desde la Segunda Guerra Mundial: argumenta contra la posibilidad de justificar las narrativas que reúnen disciplinas y prácticas sociales, tales como la ciencia y la cultura: "las narraciones que decimos para justificar un solo conjunto de leyes y apuestas son intrínsecamente injustas". Su pérdida de fe en las metanarrativas afectó la manera en que vemos la ciencia, el arte y la literatura. Las pequeñas narrativas se han convertido en la manera adecuada de explicar las transformaciones sociales y los problemas políticos. Lyotard sostiene que ésta es la fuerza impulsora detrás de la ciencia posmoderna. A medida que las metanarrativas se desvanecen, la ciencia sufre una pérdida de fe en su búsqueda de la verdad y por tanto debe encontrar otras formas de legitimar sus esfuerzos. Conectada a esta legitimidad científica está el creciente dominio de las máquinas de información. Lyotard sostiene que un día, para que el conocimiento sea considerado útil, tendrá que ser convertido en datos computarizados. Esto le llevó, años más tarde, a escribir The Inhuman, publicado en 1988, en el que ilustra un mundo en el que la tecnología domina el mundo.
Lyotard denomina "legitimación" al "proceso por el cual el legislador se encuentra autorizado para promulgar una ley como norma". Un enunciado debe presentar un conjunto de condiciones para ser aceptado como científico. En este caso la legitimación es el proceso por el cual un legislador, que se ocupa del discurso científico, está acreditado para prescribir las condiciones convenidas, generalmente de consistencia interna y de verificación experimental, para que un enunciado forme parte de ese discurso y pueda ser considerado como válido por la comunidad científica.
De tal manera, señala que, desde Platón, la cuestión de la legitimación de las ciencias se halla fuertemente relacionada con la de la legitimación del legislador. Asimismo, el derecho a decidir lo que es verdadero se encuentra entreverado con el derecho a decidir lo que es justo. Hay un lazo de similitud entre el tipo de lenguaje que llamamos ciencia y ese otro que llamamos ética y política, ambos proceden de la misma tradición occidental.
Por otro lado, Lyotard permite ver cómo la ciencia se ha convertido en la forma de legitimación de los relatos y metarrelatos en la sociedad posmoderna, ya que pone en duda la producción de los saberes científicos. Estos se han llegado a establecer como una especie de discurso de legitimación por parte de quien promueve las ciencias: “el Estado puede gastar mucho para que la ciencia pueda presentarse como epopeya, a través de ella se hace creíble, crea el asentimiento público del que sus propios decididores tienen necesidad”, señalando que incluso los saberes se han transformado en objeto de uso y objeto de cambio con la finalidad de ser consumidos y valorados de una forma específica. Así pues, dentro del vigente estatuto del saber científico, Lyotard asegura que la cuestión de la doble legitimación, lejos de diluirse, se plantea con mayor vigor. De esta forma, saber y poder son las dos caras de una misma moneda: "¿Quién decide lo que es saber, y quién sabe lo que conviene decidir? La cuestión del saber en la edad de la informática es más que nunca la cuestión del gobierno".
Según Lyotard, no interesa tanto la verdad como la eficacia de la información. Por eso la ciencia y el derecho en las sociedades postindustriales se legitiman por su eficiencia, y todo sistema queda regulado por la optimización de sus actuaciones. Así, se pierden los saberes unificantes y aparece un tipo de saber fragmentario, una explosión de pequeños sistemas que nadan en el eclecticismo y que caracterizan lo que él mismo llamó "una época helada de apabullante postmodernismo", en la que se diluyen todas las utopías del siglo XX. Como medio de conseguir que en el seno de esta heterogeneidad de saberes se produzca una conciliación y se establezcan lazos de comunicación entre las diferencias, Lyotard repara en la relevancia del papel que los juegos de lenguaje desempeñan a la hora de garantizar la existencia de una sociedad consolidada.
El colapso de la “gran narrativa” y el valor de los “juegos del lenguaje”
En “La condición posmoderna: informe sobre el saber” (La Condition postmoderne: Rapport sur le savoir) (1979), propone lo que él llama una simplificación extrema del pensamiento "posmoderno" como una "incredulidad hacia las metanarrativas". Estas metanarrativas, consideradas como “grandes narraciones”, son grandes teorías sobre el mundo: el progreso de la historia, la cognoscibilidad de todo por la ciencia y la posibilidad de una libertad absoluta. Lyotard sostiene que hemos dejado de creer que narrativas de este tipo son adecuadas para representar y contener a todos. Él señala que nadie parece estar de acuerdo en lo que es real (si es que algo lo es) y cada uno tiene su propia perspectiva y la historia. Nos hemos puesto hecho sensibles a la diferencia, a la diversidad, a la incompatibilidad de nuestras aspiraciones, creencias y deseos, y por eso la posmodernidad se caracteriza por una abundancia de micronarrativas. Para este concepto, Lyotard se basa en la noción de "juegos de lenguaje" que se encuentra en la obra de Ludwig Wittgenstein.
En las obras de Lyotard, el término "juegos de lenguaje", a veces también llamado "regímenes de frase", denota la multiplicidad de comunidades de significado, los innumerables e inconmensurables sistemas separados en los que se producen significados y se crean reglas para su circulación. Esto implica, por ejemplo, una incredulidad hacia la metanarrativa de la emancipación humana. Es decir, la historia de cómo la raza humana se ha liberado, la cual reúne el juego del lenguaje científico, del lenguaje de los conflictos históricos humanos y de las cualidades humanas en la justificación general del desarrollo constante de los seres humanos en términos de riqueza y bienestar moral. Según esta metanarrativa, la justificación de la ciencia está relacionada con la riqueza y la educación. El desarrollo de la historia es visto como un progreso constante hacia la civilización o el bienestar moral.
El juego de lenguaje de las pasiones humanas, cualidades y culpas es visto como un cambio constante en favor de nuestras cualidades, mientras que la ciencia y los desarrollos históricos nos ayudan a conquistar nuestras culpas en favor de nuestras cualidades. El punto es que cualquier acontecimiento debe ser capaz de ser entendido en términos de las justificaciones de esta metanarrativa; cualquier cosa que suceda puede entenderse y juzgarse según el discurso de la emancipación humana. Por ejemplo, para cualquier nueva revolución social, política o científica podríamos hacer la pregunta: "¿Es esta revolución un paso hacia el mayor bienestar del conjunto de seres humanos?" Para Lyotard debería ser posible siempre responder a esta pregunta en términos de las reglas de justificación de la metanarrativa de la emancipación humana.
Esto se vuelve más crucial en Au juste: Conversations (1979) y Le Différend (La Diferencia) (1983), que desarrollan una teoría posmoderna de la justicia. Podría parecer que la atomización de los seres humanos que implica la noción de la micronarración y el juego del lenguaje sugieren un colapso de la ética. Se ha pensado a menudo que la universalidad es una condición para que algo sea una declaración ética apropiada: "no robarás" es una declaración ética en una manera que "no robarás a Margaret" no lo es. Este último es demasiado particular para ser una declaración ética, puesto que cabe preguntarse ¿qué tiene de especial Margaret?. Sólo es ético si se basa en una declaración universal: "no robarás a nadie". Sin embargo, los universales son inadmisibles en un mundo que ha perdido la fe en las metanarrativas, por lo cual parecería que la ética es imposible. La justicia y la injusticia sólo pueden ser términos dentro de los juegos de lenguaje, y la universalidad de la ética quedaría fuera.
Lyotard sostiene que las nociones de justicia e injusticia permanecen de hecho en el posmodernismo. La nueva definición de injusticia es usar las reglas del lenguaje de un "régimen de frases" y aplicarlas a otro. El comportamiento ético consiste en permanecer alerta precisamente ante la amenaza de esta injusticia, en prestar atención a las cosas en su particularidad y no encerrarlas dentro de la conceptualidad abstracta. Uno debe dar testimonio de lo "differend". En otro caso, hay un conflicto entre dos partes que no se puede resolver de manera justa. Sin embargo, el acto de ser capaz de unir las dos y comprender las reclamaciones de ambas partes, es el primer paso hacia la búsqueda de una solución.
La Différend
En "Le Différend", basándose en los puntos de vista de Immanuel Kant sobre la separación de la comprensión, el juicio y la razón, Lyotard identifica el momento en que el lenguaje falla explicado en términos de la diferencia, y lo explica así: "[...] el estado inestable y el instante del lenguaje en el que algo que debe ser capaz de poner en frases no puede ser todavía. [...] Los seres humanos que pensaban que podían usar el lenguaje como instrumento de comunicación, aprenden a través del sentimiento de dolor que acompaña al silencio (y del placer que acompaña a la invención de un nuevo idioma)". Lyotard socava la visión común de que los significados de las frases pueden ser determinados de acuerdo a lo que refieren (el referente). El significado de una frase -un evento (algo que sucede)- no puede ser fijado apelando a la realidad (lo que realmente sucedió). Lyotard desarrolla esta visión del lenguaje definiendo la "realidad" de una manera original, como un complejo de sentidos posibles unidos a un referente a través de un nombre.
El sentido correcto de una frase no puede ser determinado por una referencia a la realidad, ya que el referente en sí mismo no fija el sentido, y la realidad misma se define como el complejo de los sentidos competidores unidos a un referente. Por lo tanto, la frase, en tanto evento, permanece indeterminada.
Lyotard utiliza el ejemplo de Auschwitz y las demandas del historiador revisionista Faurisson de demostrar el Holocausto, para mostrar cómo "le différend" opera como un doble vínculo (un dilema o circunstancia de la cual no hay escapatoria debido a condiciones mutuamente conflictivas o dependientes). Faurisson sólo aceptará la prueba de la existencia de cámaras de gas de testigos oculares que fueron víctimas de las cámaras de gas. Sin embargo, estos testigos están muertos y no pueden testificar. O no había cámaras de gas, en cuyo caso no habría testigos oculares para producir evidencia, o había cámaras de gas, en cuyo caso todavía no habría testigos oculares para producir evidencia, porque estarían muertos. Puesto que Faurisson no aceptará ninguna evidencia para la existencia de cámaras de gas, excepto el testimonio de víctimas reales, concluirá, en relación con ambas posibilidades (las cámaras de gas existían y las cámaras de gas no existían), que las cámaras de gas no existían. Las dos alternativas conducen a la misma conclusión: no había cámaras de gas. El caso es un considerado como un ejemplo de "différend" porque el daño hecho a las víctimas no puede ser presentado en el criterio de juicio sostenido por Faurisson.
Lo Sublime
Lyotard fue un escritor frecuente en materia de estética. Él era, a pesar de su reputación como posmodernista, un gran promotor del arte modernista. Lyotard veía el posmodernismo como una tendencia latente dentro del pensamiento a lo largo del tiempo y no como un período histórico claramente delimitado. Favoreció las obras desconcertantes de las vanguardias modernistas. En ellos encontró una demostración de los límites de nuestra conceptualización, una lección valiosa para cualquier persona plenamente convencida de la confianza transmitida por la Ilustración. Lyotard escribió extensivamente también sobre algunos artistas contemporáneos: Valerio Adami, Daniel Buren, Marcel Duchamp, Bracha Ettinger y Barnett Newman, así como también sobre Paul Cézanne y Wassily Kandinsky.
Desarrolló estos temas desde el punto de vista de lo "sublime". Este es un término de la estética cuyas referido a la experiencia de ansiedad placentera que se experimenta al enfrentarse a paisajes salvajes y amenazadores como, por ejemplo, una enorme montaña escarpada, negra contra el cielo, que se cierne ante la visión. Lo sublime es, pues, la conjunción de dos sentimientos opuestos, lo cual hace más difícil que se la vea como injusticia o como solución.
Lyotard encontró particularmente interesante la explicación del sublime ofrecido por Immanuel Kant en su Crítica del Juicio (a veces Crítica del Poder del Juicio). En este libro, Kant explica esta mezcla de ansiedad y placer en los siguientes términos: hay dos tipos de experiencia "sublime". En lo sublime "matemáticamente", un objeto golpea la mente de tal manera que nos encontramos incapaces de tomarlo como un todo. Más precisamente, experimentamos un choque entre nuestra razón (que nos dice que todos los objetos son finitos) y la imaginación (el aspecto de la mente que organiza lo que vemos y que ve un objeto incalculablemente más grande que nosotros mismos y se siente infinito). En lo sublime "dinámico", la mente retrocede ante un objeto tan inconmensurablemente más poderoso que nosotros, cuyo peso, fuerza y escala podrían aplastarnos sin la más remota esperanza de poder resistirla. Kant subraya que si estamos en peligro real, nuestra sensación de ansiedad es muy diferente de la de un sentimiento sublime, el cual es una experiencia estética, no un sentimiento práctico de peligro físico. Esto explica el sentimiento de ansiedad.
Lo que es profundamente inquietante acerca de lo matemáticamente sublime es que las facultades mentales que presentan percepciones visuales son inadecuadas para el concepto que le corresponde. En otras palabras, lo que somos capaces nosotros mismos de hacernos ver no puede coincidir plenamente con lo que sabemos que esta ahí. Sabemos que es una montaña, pero no podemos tomar el “todo” completo en nuestra percepción. Nuestra sensibilidad es incapaz de afrontar tales visiones, pero nuestra razón puede afirmar la finitud de la representación. Con lo sublime dinámico, nuestro sentido de peligro físico debe despertar la conciencia de que no sólo somos seres materiales, sino también morales y por tanto, en términos de Kant, noumenales. El cuerpo puede ser empequeñecido por su poder, pero nuestra razón no. Esto explica, en ambos casos, por qué lo sublime es una experiencia tanto de placer como de ansiedad.
Lyotard está fascinado por esta admisión, de uno de los arquitectos filosóficos de la Ilustración, de que la mente no siempre puede organizar el mundo racionalmente. Algunos objetos son simplemente incapaces de ser asociados cuidadosamente a conceptos. Para Lyotard, en Lecciones sobre la analítica de lo sublime (Lessons on the Analytic of the Sublime), pero basándose en su argumento de lo "différend", esto es algo bueno. Las generalidades, en tanto que conceptos, no prestan la debida atención a la particularidad de las cosas. Lo que sucede en lo sublime es una crisis donde nos damos cuenta de la insuficiencia de la imaginación y la razón entre sí. Lo que estamos presenciando, dice Lyotard, es en realidad lo "différend", la tensión de la mente al límite de sí misma y al límite de su capacidad de conceptualización.
Economía Libidinal
En uno de los libros más famosos de Lyotard, Economía Libidinal (Économie libidinale), ofrece una crítica de la "falsa conciencia" de Marx y afirma que la clase obrera del siglo XIX disfrutaba de ser parte del proceso de industrialización. Lyotard afirma que esto se debe a la energía libidinal. El término "libidinal" viene de libido, concepto referido a los deseos inconscientes no accesibles desde la conciencia, en la teoría psicoanalítica. Los escritos de Lyotard en Economía Libidinal, muestran un logro en nuestros intentos de vivir con el rechazo de todos los principios religiosos y morales a través de un socavamiento de las estructuras asociadas con él. Las estructuras ocultan las intensidades libidinales, mientras que los intensos sentimientos y deseos nos obligan a alejarnos de las estructuras establecidas. Sin embargo, tampoco puede haber intensidades o deseos sin estructuras, porque no habría ningún sueño de escapar de las estructuras represivas si no existen. "La energía libidinal viene de esta intervención disruptiva de los acontecimientos externos dentro de las estructuras que buscan el orden y la auto-contención." Este era el primer de los escritos de Lyotard que había criticado realmente el punto de vista marxista. Fue este tema en particular donde realmente se opuso a las opiniones de Karl Marx.

## Vida posterior y muerte
Algunos de los últimos trabajos en los que Lyotard trabajó antes de morir versaron sobre el escritor, activista y político francés, André Malraux. Una de ellas es una biografía, Firmado, Malraux (Signé Malraux). Lyotard estaba interesado en las opiniones estéticas de la sociedad que compartía Malraux. Otra de las obras tardías de Lyotard fue La Confesión de Agustín (La Confession d’Augustin), un estudio sobre la fenomenología del tiempo. Este trabajo inconcluso, fue publicado póstumamente el mismo año de su muerte.
Lyotard volvió repetidamente a la noción de lo posmoderno en los ensayos reunidos en inglés como "La posmodernidad explicada a los niños", "Hacia el posmoderno", y "Fábulas posmodernas". En 1998, mientras se preparaba para una conferencia sobre Posmodernismo y Teoría de los Medios, murió inesperadamente de una leucemia que había avanzado rápidamente. Fue enterrado en el Cementerio del Père Lachaise en París.
Tras su muerte, se organizó un homenaje colectivo por el Colegio Internacional de Filosofía (Collège International de Philosophie), presidido por Dolores Lyotard y Jean-Claude Milner, director del Collège en aquella época. Las actas fueron publicadas por la Prensa Universitaria de Francia (PUF) en 2001 bajo el título Jean-François Lyotard, l'exercice du différend.
El trabajo de Lyotard sigue siendo importante en la política, la filosofía, la sociología, la literatura, el arte y los estudios culturales. Para conmemorar el décimo aniversario de la muerte de Lyotard, se celebró en París, del 25 al 27 de enero de 2007, un simposio internacional sobre Jean-François Lyotard organizado por el Collège International de Philosophie, bajo la dirección de Dolores Lyotard, Jean-Claude Milner y Gerald Sfez.
Un breve estudio (176 pp en inglés) de la vida y obra de Lyotard, publicado en la serie Critical Lives de Reaktion Books, Londres, es la única biografía de Lyotard disponible actualmente.